# Chiridota wigleyi
Chiridota wigleyi är en sjögurkeart. Chiridota wigleyi ingår i släktet Chiridota och familjen Chiridotidae. Inga underarter finns listade i Catalogue of Life.